# Eburodacrys megaspilota
Eburodacrys megaspilota là một loài bọ cánh cứng trong họ Cerambycidae.